# Rietzer Griesskogel
Le Rietzer Griesskogel est une montagne qui s’élève à 2 884 m d’altitude dans les Alpes de Stubai, en Autriche.